# Ficus sagittifolia
Ficus sagittifolia är en mullbärsväxtart som beskrevs av Otto Warburg, Midbr. och Burret. Ficus sagittifolia ingår i släktet fikonsläktet, och familjen mullbärsväxter. Inga underarter finns listade i Catalogue of Life.